# Aeroport de les Terres de l'Ebre
L'Aeroport de les Terres de l'Ebre és un aeroport la construcció del qual es preveia en el Pla d'aeroports, aeròdroms i heliports de Catalunya de 2007. La proposta era ubicar-lo entre Tortosa i Amposta per tal de connectar el nord i el sud de Catalunya amb vols xàrter i aerotaxi, a més de dotar la zona d'aeroport per poder donar suport als serveis públics sanitaris i de bombers. El pla territorial parcial de les Terres de l'Ebre anticipava situar-lo al terme de Roquetes.
A la finalització del pla, el 2015, l'aeroport no s'havia fet ni es preveia fer-lo, per la crisi econòmica i la manca d'interès dels inversors.